# Ókeresztény irodalom
Az ókeresztény irodalom 2–5. század között keletkezett. Nem vetette el az antik műveltséget, hiszen a késő antikvitás szerves része lett a kereszténység is. Nyelve eredetileg a görög volt, később a Római Birodalom nyugati felében a latin kezdett általánossá válni, de a görög megtartotta helyét a keleti részen. Az ókeresztény irodalom sok új műfajt teremtett, melyek főleg tanító jellegűek voltak. A középkor beköszöntével átveszi a helyét keleten a bizánci irodalom, illetve a lassan kialakuló ószláv irodalom; nyugaton a középkori latin irodalom.
Megjegyzések:
- Az ókereszténységgel foglalkozó tudomány ismertetése a patrisztika szócikk alatt található.
- Az ókeresztény irodalmat általában ókeresztény görög és ókeresztény latin irodalomra szokás felosztani, ám ezeken kívül jelentős számú egykorú szír, kopt és örmény irodalmi munka is íródott, melyeknek részletesebb vizsgálata csak a 20. században indult meg, és jelenleg is fejlődő ága az ókeresztény irodalomtörténet írásnak. Ezekről az irodalmakról külön szócikkek számolnak be, melyekre a hivatkozás az Ókeresztény keleti irodalmak résznél található.

## Ókeresztény görög irodalom

#### I–II. század
Apokrifok Az ókeresztény görög irodalomnak egyik korai műcsoportja a bibliai Újszövetséghez kapcsolódó, feltehetően a 2. századtól megjelenő apokrif iratok, így:

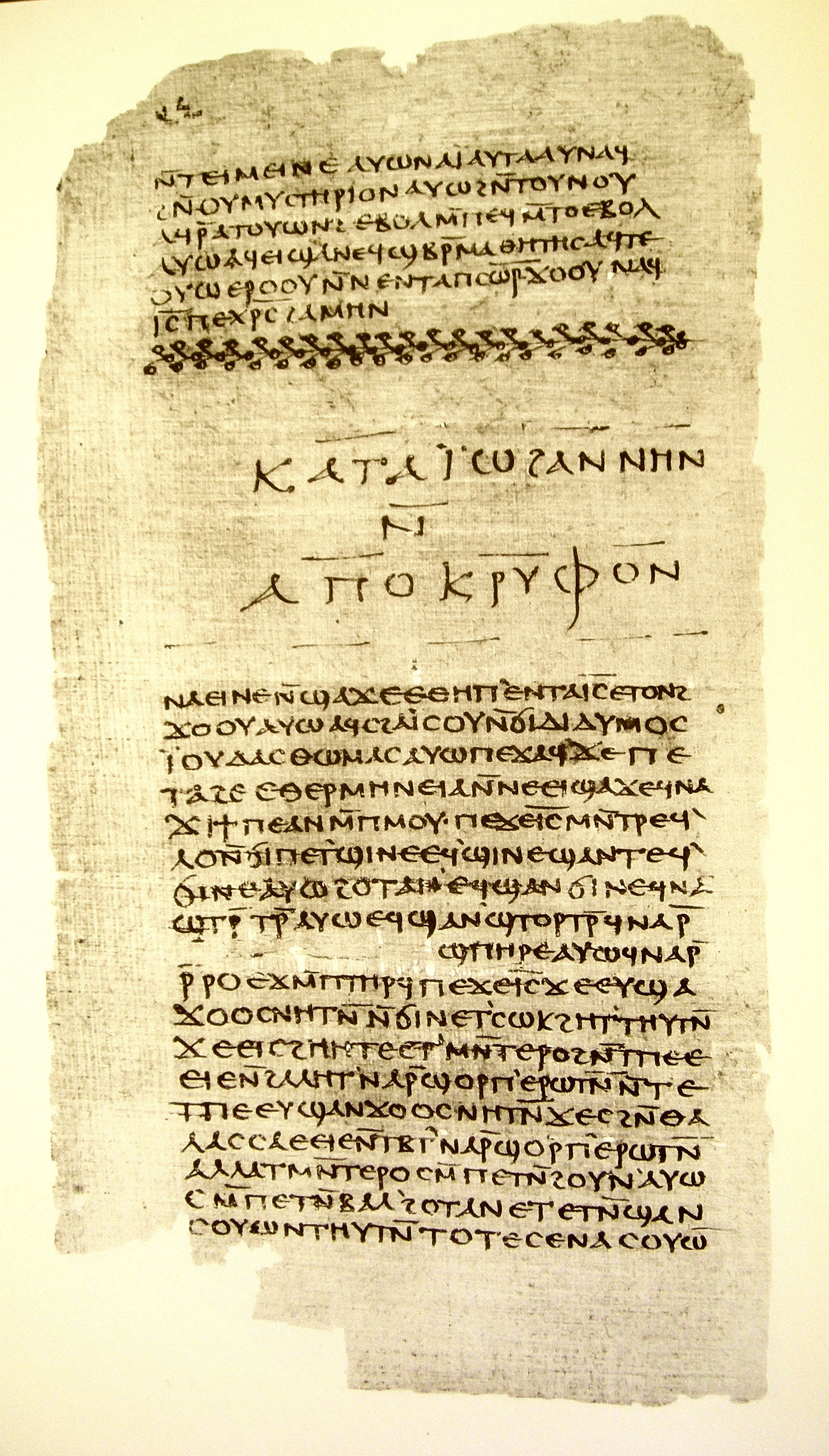
Egy lap Tamás evangéliumából (Nag Hammádi-i lelet)

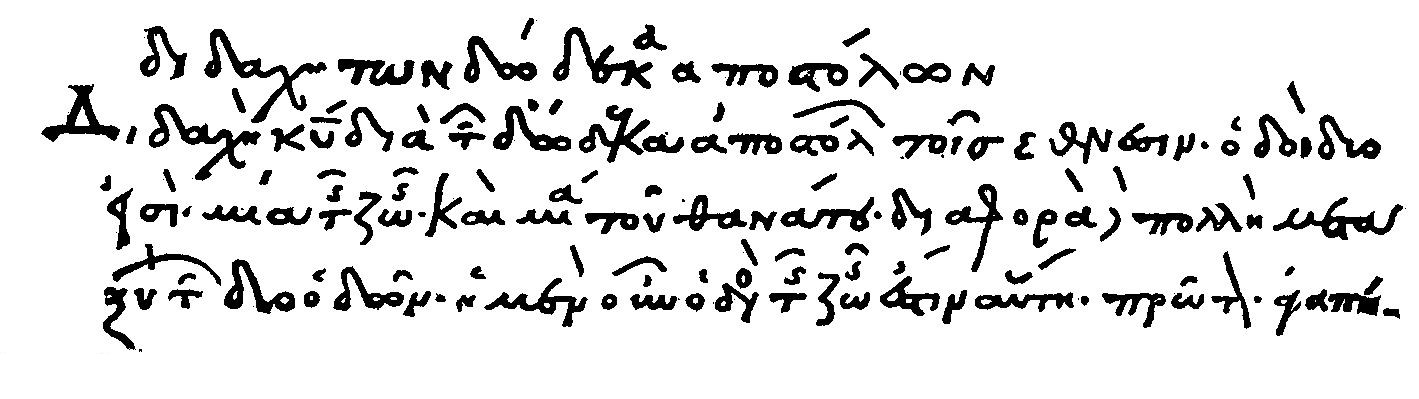
A Didakhé kezdősorai egy 1056-os kéziraton

- apokrif evangéliumok (pl. Egyiptomiak evangéliuma, Péter evangéliuma, Jakab protoevangéliuma, Tamás evangéliuma, Bertalan evangéliuma, Pilátus-akták);
- apokrif apostolok cselekedetei (pl. Pál apostol cselekedetei, Péter apostol cselekedetei, Péter és Pál apostol cselekedetei, András apostol cselekedetei, János apostol cselekedetei, Tamás apostol cselekedetei, Thaddeus apostol cselekedetei);
- apokrif apostoli levelek (pl. Pál apokrif levelei, Barnabás levele);
- apokrif apokalipszisek (pl. Péter apokalipszise, Hermasz pásztora, Tamás apokalipszise, István apokalipszise).[2]

Rendszabályok A nagyszámú apokrif irat mellett több régi egyházi rendszabály is fennmaradt a korból (Didakhé, Didaszkália, Római Szent Hippolütosz Egyházi rendtartása, Apostoli egyházi rendtartás, Apostoli konstitúciók, a 85 apostoli kánon, és a A mi Urunk Jézus Krisztusnak végrendelete).
Apostoli atyák Az 1–2. században működtek az úgynevezett „apostoli atyák”, akik a hagyomány szerint az újszövetségi apostolokkal még személyesen tudtak érintkezni. Római Szent Kelemen (?–~97), aki feltehetően Róma 4. püspöke volt, a korintusbeliekhez írt egy levelet (bár más műveket is – feltehetően alaptalanul – tulajdonítanak neki). Szent Ignác vértanútól (~35–107), antiochiai püspökétől 7 levél, Szent Polikárptól (~69–155), Szmürna püspökétől 2 levél, illetve a vértanúságát elbeszélő irat maradt fenn, Hierapoliszi Szent Papiasz (~60–~120) pedig Jézus mondásait magyarázta.
Apologéták Az apostoli atyák utódai, az „apologéták” (a. m. „hitvédők”) már tudományos, filozófiai eszközök használatával igyekeztek megcáfolni a pogányoktól keresztényeket érő vádakat. Szent Quadratus (?–129) apológiája elveszett, Athéni Ariszteidész (II. sz.) ugyancsak elveszettnek hitt apológiáját a 19. században szír fordításban fedezték fel. Szent Jusztinusz vértanú (103?–166) két apológiáján kívül egy párbeszéd formájában írt vitairatot is hátrahagyott (Párbeszéd Tryphonnal). A szíriai Tatianus (műk. ~170) Írás a hellénekhez című műve a görög kultúra kritikája, Athanagorasz (műk. II. sz. vége) a halottak feltámadásáról értekezett. Antiochiai Szent Teophilosz (?–183) püspök ugyancsak hátrahagyott egy hitvédő iratot (A hellén Autolikoszhoz a keresztény hitről). Szent Melitontól (?–~190), Szardesz püspökétől már több írást ismerünk: pl. A húsvéti ünnepről, A keresztségről, Az Egyházról, A vasárnapról, A keresztségről. A korszakhoz tartozik a Diognétoszhoz írott levél, Hermiasz gúnyirata, illetve a nagyszámban keletkezett – de napjainkra kevéssé megmaradt – gnosztikus írás.
Pápai levelek Többek közt éppen a gnoszticizmus és más eretnekmozgalmak ellen íródtak a korai századok püspöki levelei, melyek közül több napjainkban is ismeretes. Róma püspökei (a későbbi pápák) közül Szent Szótér (?–174) 1, Szent Eleutherosz (?–189) 1, Szent I. Viktor (?–199) több levelet írt. Dionüsziosz korinthoszi püspöknek 8, Pinütosz knosszoszi püspöknek 1, Szerápion antiochiai püspöknek (?–211) 1 levele ismert.
Más püspökök A gnoszticizmus elleni vitairat Hégészipposz (II. sz.) Emlékiratai, ahogy Szent Iréneusz (~130–202) lyoni püspök latin fordításban fennmaradt alkotása (A hamis gnózisnak tartalma és cáfolata, lat. Adversus haereses). Valószínűleg a 2. század második feléből származnak a régi kézírásos Bibliákban szereplő, bibliai könyvekhez írott Előszavak.

#### III. század

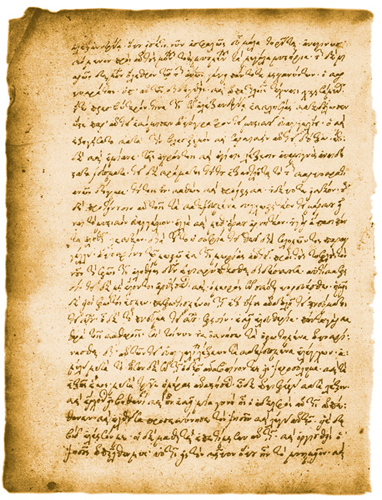
Alexandriai Szent Kelemen egyik levelének középkori kézirata

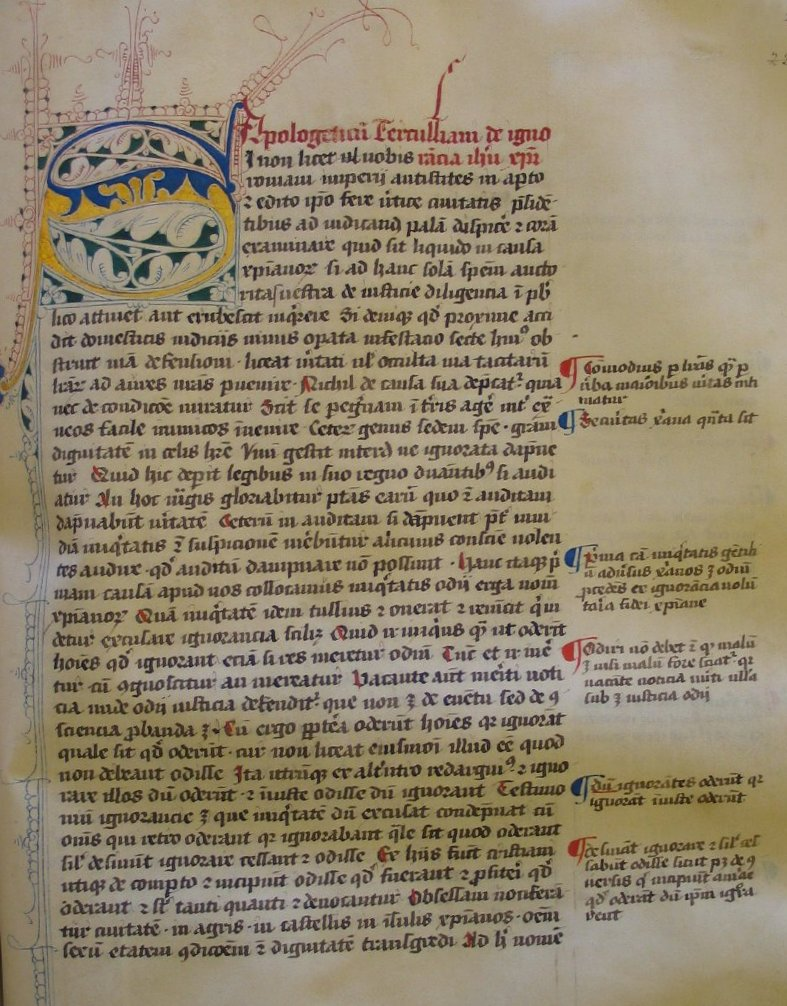
Tertulianus Apologeticusa a Codex Balliolensis-ben, 1440-es évek

III. századi apologéták Görögül írt Római Szent Hippolütosz (~170–235) is: több elveszett, illetve más (örmény, grúz, etióp, ószláv, kopt, arab) nyelveken fennmaradt munkája mellett az eretnekségeket cáfoló Philosophumenaja és Krónikája miatt jelentős. Alexandriai Szent Kelemen (~150–~215) apologetikus céllal írta a Buzdító beszéd a hellénekhez, és A nevelő című műveit, a Szőnyegben pedig a kereszténység és a görög világi kultúra viszonyát elemezgeti.
Órigenész Görög nyelven alkotott az ókeresztény irodalom egyik legnagyobb alakja, Órigenész (184?–254) alexandriai teológus is. Az Ószövetség szövegének és 5-féle fordításának könyve, a Hexapla napjainkra elveszett, de fennmaradt – részben latin fordításban – sok homiliája, és kommentárja; Kelszosz korabeli platonikus filozófus ellen írt műve, és dogmatikai kézikönyve (A kereszténység alapigazságairól). Létezik könyve az imádságról, buzdítása a vértanúságra, illetve 100-nál több levele.
Kisebb írók A latinosan ismert nevű Sextus Julius Africanus (~160–~240) Világkrónikája és enciklopédikus műve (Övek) elveszett. Szent Dénes (~190–264) alexandriai püspök nagyszámú irataiból (A természetről, Cáfolat és védekezés, A jövendölésekről két értekezés) csak töredékek maradtak fenn. Szamoszatai Pál (?–271?) antiochiai püspök értekezéseiből – feltehetően nem hiteles – töredékek léteznek. Csodatévő Szent Gergely (213–270) hitvallást állított össze a Szentháromságra vonatkozólag, a kifejtette annak lényegét (Philagrioszhoz a lényeg egységéről). Rövid értekezése a lélekről és 6 homilája nem feltétlenül hiteles.
Mártírakták, mártirológiumok A keresztényüldözések (64 és 313 között) idejéből több ismeretlen szerzőjű vértanú-akta (pl. Polikárp-, Ptolemaeus és Lucius-, Szent Karposz, Papülosz és Agathoniké vértanúsága) és vértanú-jegyzék (latinosan martyrologium/kalendárium, pl. Depositio episcoporum, Depositio martyrum, Martyrologium Hieronymianum, Synaxarium ecclesiae Constantinopolitane) is ismert.

#### IV. század

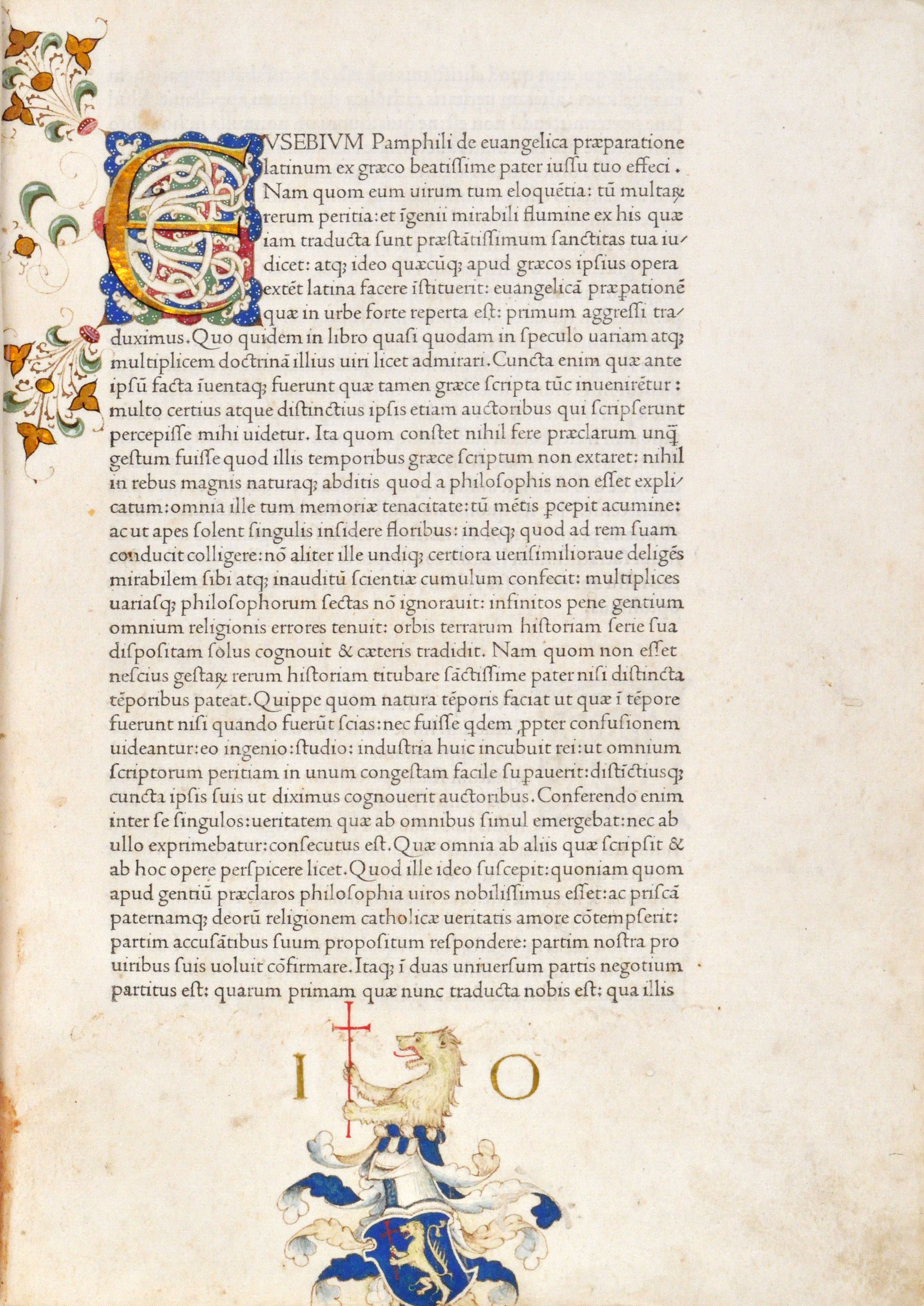
Kaiszareiai Euszebiosz De evangelica praeparatione című művének 1470-es – latin fordítású – ősnyomtatványa

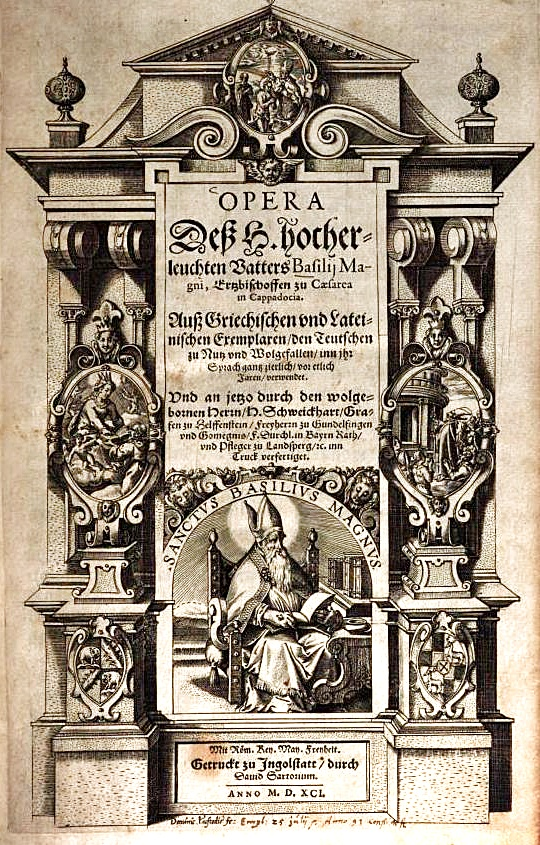
Nagy Szent Baszileosz műveinek 1595-ös német kiadása

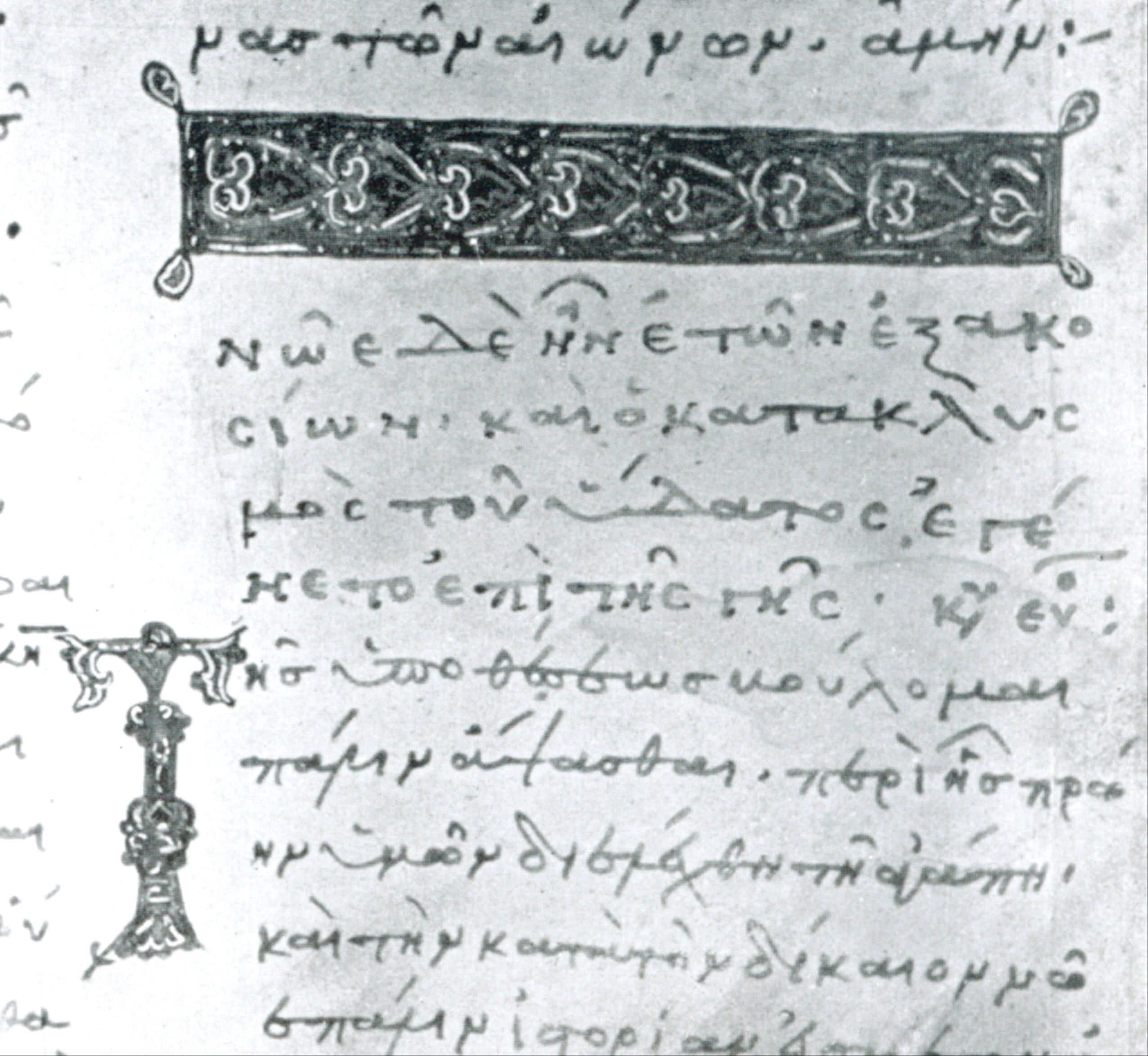
Aranyszájú Szent János műveinek 11. századi bizánci kézirata

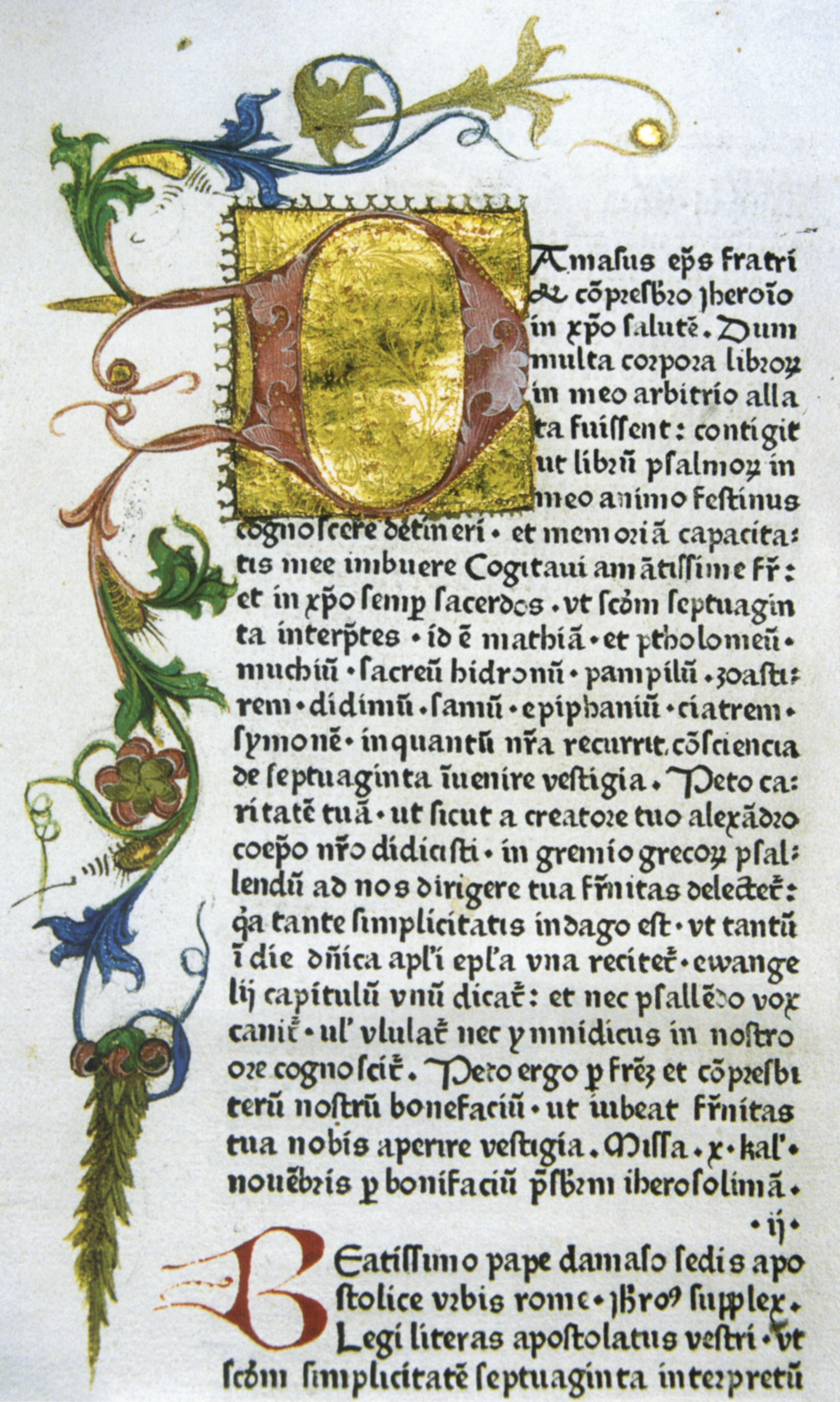
Középkori kézirat, mely Szent Jeromos leveleit tartalmazza (1469 körül)

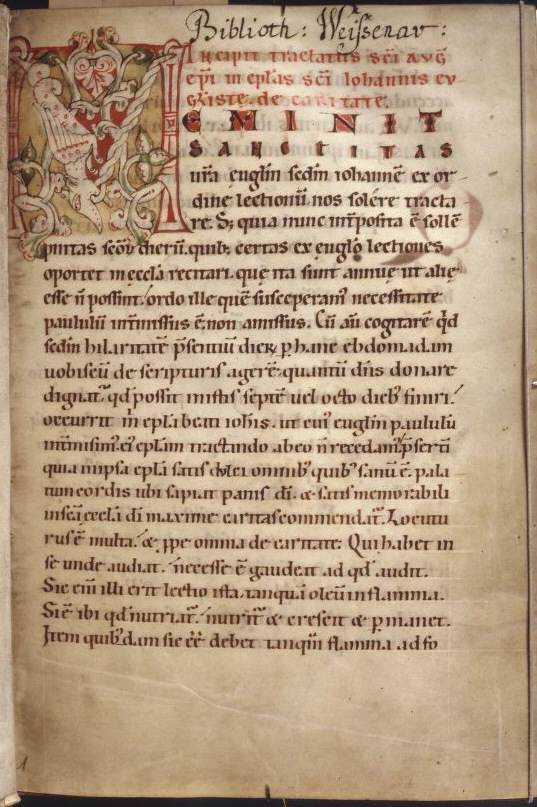
Egy középkori kódexlap Szent Ágoston In epistulam Ioannis ad Parthos tractatus decem című művéből (1100/1150 körül)

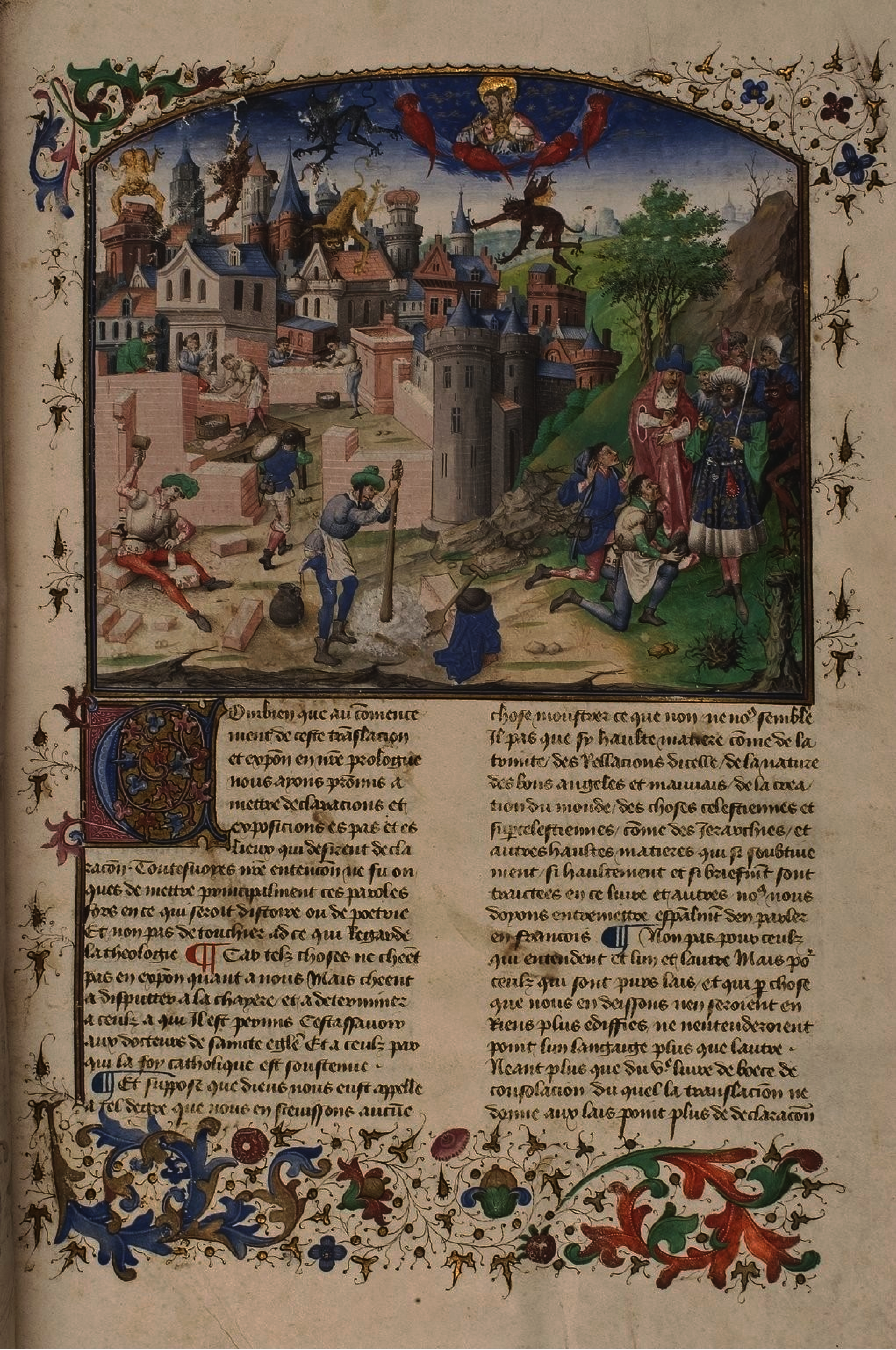
Középkori illusztrált kézirat Szent Ágoston műveivel (1375 körül)

Püspökök Kaiszareiai Euszebiosz (~265–339) hatalmas Világkrónikája mellett 10 könyvből álló Egyháztörténelmet írt, mely Jézus korától egészen 324-ig foglalja magában a kereszténység történetét. Írt művet Palesztina vértanúiról és Nagy Konstantin római császárról. Több apologetikus munkája (pl. Praeparatio evangelica, Demonstratio evangelica), biblikus- (A zsoltárokhoz írott tudományos kommentár, A Pászka ünnepről), és dogmatikus műve (Marcellus ellen, Az egyházi teológiáról), illetve néhány levél- és prédikációtöredéke maradt fenn. Alexandriai Szent Sándor (~250–328) püspöktől nagy levélgyűjtemény, az eretnek nézeteket hirdető Ariustól (~260–336) 1 levél és egy hitvallás, Nikomédiai Euszebiosztól (?–341?) több levél ismert. Szent Eusztathiosz (?–338) antiochiai püspöknek csak Órigenész-ellenes értekezése, a De engastrimytho maradt fenn. Szent Cirill (313–387) jeruzsálemi püspök 24 katekézist, 1 homiliát és 1 levelet hagyott az utókorra. Laodiceai Apollinaris (~310–390) püspök több mára már elveszett kommentárt írt a Biblia könyveihez, illetve vitairatot Porphüriosz újplatonikus filozófus és Julianus Apostata ellen. Bostrai Titus (?–<378) A manicheusok ellen értekezett egy művel.
Szent Athanáz, Didümosz, Theophilosz Sok művel ajándékozta meg a világot Alexandriai Szent Atanáz (298?–373), aki 45 éven át volt Alexandria püspöke. Apologetikus célú az Oratio contra gentes és az Oratio de incarnatione Verbi, dogmatikus az Orationes 3 contra Arianos, zsinati iratokat dolgoz fel az Apologia contra Arianos. Ismert több levele (pl. Epistola ad episcopos encyclica, Epistola de synodis Arimini in Italia et Seleuciae in Isaura celebratis, Tomus ad Antiochenos), exegetikai műveiből csak töredékek maradtak fenn. Ő írta meg Remete Szent Antal életrajzát is. Vak Didümosz (313–398) alexandriai teológustól Bibliamagyarázatok, illetve A Szentháromságról és A Szentlélekről írt mű ismeretes. Alexandriai Theophilosz (~350–412) terjedelmes irodalmi munkásságából kisebb töredékek maradtak csak fenn. Szünésziosznak (373?–414), Alexandriai Hüpatia filozófusnő tanítványának Értekezései, Beszédei, Himnuszai és 156 levele ismert. Panapoliszi Nonnosz (4. század) János evangéliumát (és Dionüszosz mitológiai utazásait) dolgozta fel költeményeiben.
Egyiptomi szerzetesek A 4. századtól jelenik meg a később annyi alkotást produkáló remetei-szerzetesi irodalom. A szerzetesség megalapítója, Remete Szent Antal (251–356) mindössze 27 levelet és egy szabályzatot (latin fordításban) hagyott maga után – ráadásul még ezek sem tekinthetőek hitelesnek. Tanítványának, Szent Pakhomiosznak (292?–346) Regulája és 11 levele már autentikus. Pakhomiosz 2. utóda, Szent Horszisziosz (~305–~390) Doctrina de istitutioneja Szent Jeromos latin fordításában ismert, Megszentelt Szent Theodórosz (?–368) leveléhez hasonlóan. Egyiptomi Szent Makariosz (~300–390) egyiptomi szerzetesnek néhány mondása, 4 levele, 2 imádsága, 2 homiliagyűjteménye (40 + 7 művel) maradt fenn. 50 lelki beszédét nem tartják hitelesnek. Alexandriai Szent Makariosz (297?–395) neve alatti alkotások (PG 261–263, 385–392, 967–978) nem eredetiek. Szerzetes volt Evagriosz Pontikosz (345–399) is, ő elsősorban szentencia-gyűjteményeivel vált híressé. Peluszioni Szent Izidor (~370–435) egyiptomi szerzetestől mintegy 2000 rövid levelet ismerünk.
Kappadókiai atyák Nagy keleti egyházatyaként tartják számon Szent Baszileoszt (329–379). Dogmatikai (De Spiritu Sancto, Cáfolat az istentelen Eunomius Apologiája ellen) és aszketikus (Ascetica, De virginitate) művei mellett több Szentírásmagyarázó homiliája, erkölcsi beszéde, egy liturgiája és 365 darabos (részben hozzá intézett alkotásokból álló) levélgyűjteménye maradt fenn. Fivére, Nüsszai Szent Gergely (331–395?) ugyancsak írt dogmatikai műveket (Cáfoló írások Eunomiosz ellen, Nagy katekézis), Bibliamagyarázatokat és homiliákat, több prédikációt és 30 levelet. Baszileosz barátja, Nazianzi Szent Gergely (329–389) 45 beszédet, 245 levelet és több költeményt írt. Mindhármuk barátja, Iconiumi Amphilokhosz (339?–403?) költemény-töredékeket és 8 prédikációt hagyott maga után.
Epiphaniosz, Diodórosz Jelentős egyházi író Szent Epiphaniosz (~315–403), Szalamisz püspöke. A szilárdan lehorganyzott című alkotása az egyházi dogmatika kézikönyve; Haeresesében 80-féle eretnekség ellen kínál orvosságokat; De mensuris et ponderibus a bibliai szaklexikon. Ismertek töredékek a képtisztelet támadó írásaiból, valamint létezik 2 levele is. Bár Tarzoszi Diodórosz (~330–394) püspök írásainak számát egy XIV. századi szír író 60-ra teszi (természettudományi, dogmatikai, apológiai írások; Biblia-kommentárok), ezeknek csak töredékei ismeretesek napjainkban.
Aranyszájú Szent János Igen terjedelmes életművel rendelkezik Aranyszájú Szent János (344?–407) élete végén Konstantinápoly püspöke. Sok Bibliakommentárján, levelén és prédikációján kívül több értekezést írt: egy-egy alkotást a papságról, a hiúságról; több művet a szerzetességről, szüzességről, vigasztalásról. Írt emellett apologetikai könyveket is (In s. Babylam contra Julianum et Gentiles, Contra Judaeos et Gentiles). Liturgiáját és szentírási bevezetését nem tartják hitelesnek.

#### V. század

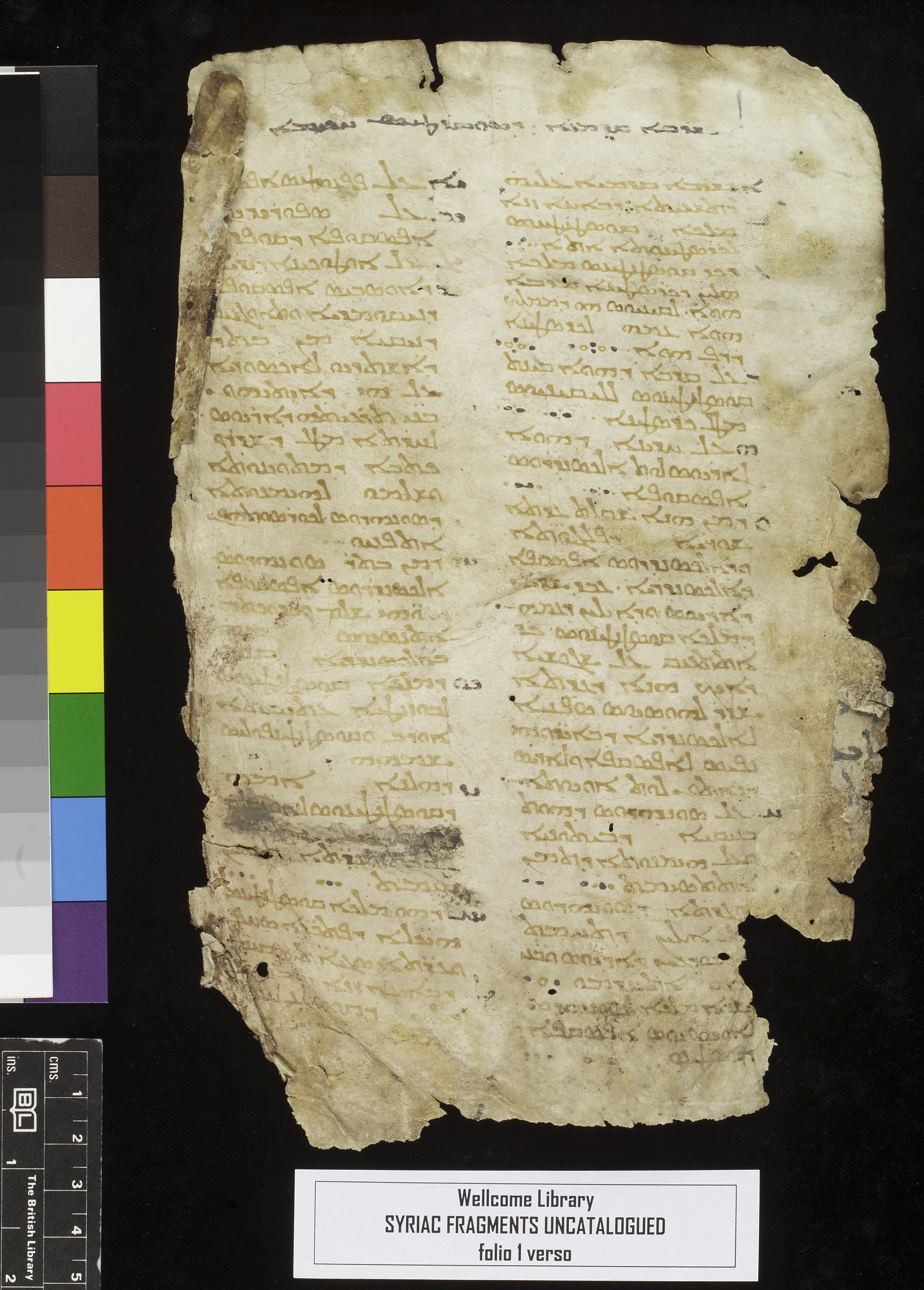
Egy lap Szókratész Szkholasztikosz Egyháztörténetének egyik kéziratából

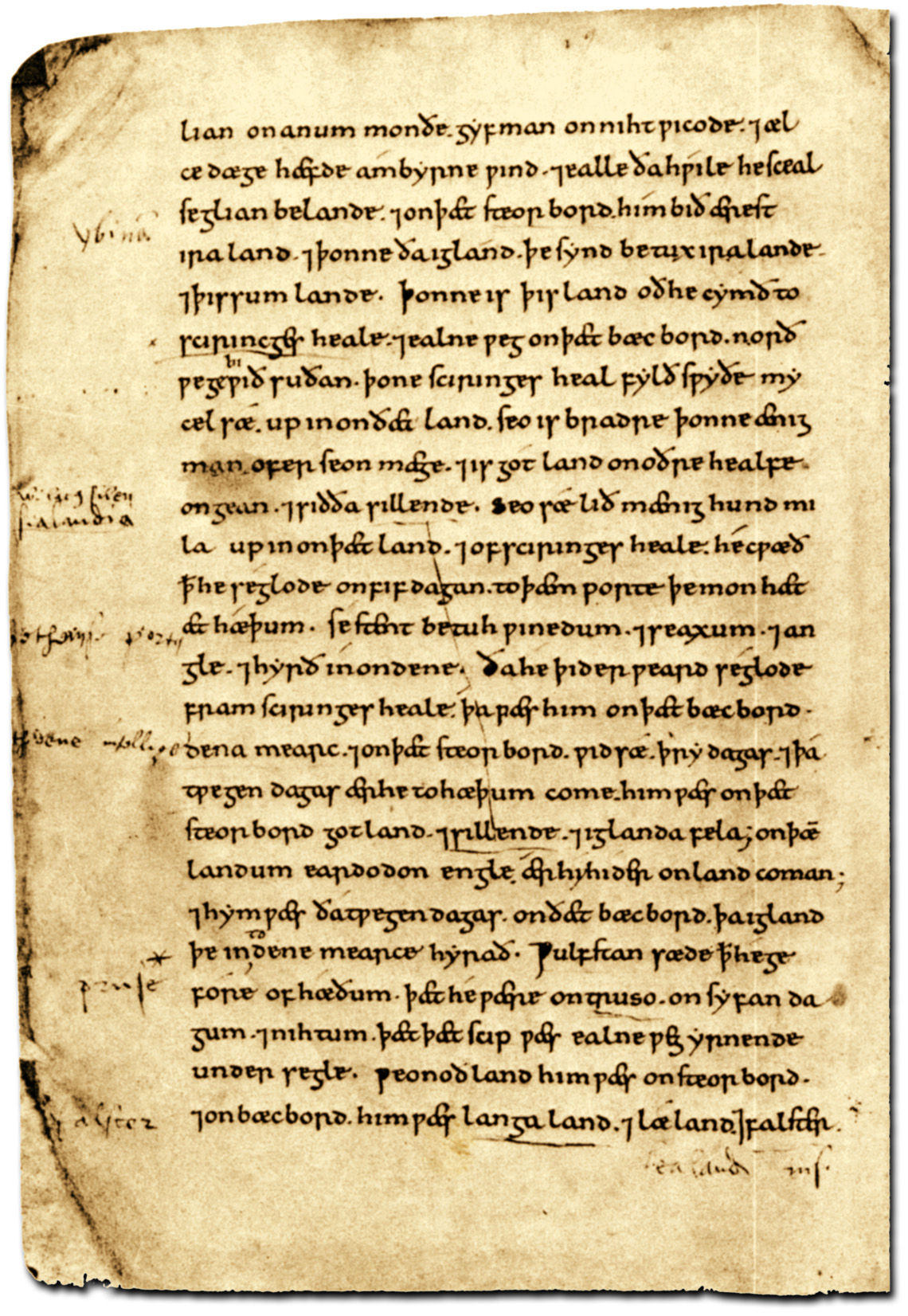
Orosius Historiae adversus paganosának egy középkori kézirata (1100/1150)

Alexandriai Kürillosz Alexandriai Szent Cirill (376–444), Alexandriai Theophilosz utóda Magyarázatokat írt az Ószövetség és az Újszövetség több könyvéhez. Apologizált az ariánusok (Thesaurus de santa et consubstantiali Trinitate, De sancta et consubstantiali Trinitate), a nesztoriánusok (Ad reginas, Explicatio duodecim capitum Ephesi pronuntiata, Apologeticus ad imperatorem, Scolia de incarnatione Unigeniti) és Julianus Apostata ellen (Pro sancta Christianorum religione adversus libros athei Juliani). Sok szentbeszédéből körülbelül 20 maradt fenn napjainkra, de van 29 húsvéti körlevele és még mintegy 90 egyéb levele.
Más püspökök Mopszuesztiai Szent Theodórosz (~352–428) püspök részben görögül, részben szírül írta meg munkáit: ezek Bibliamagyarázatok, katechetikai beszédek, a megtestesülésről írt könyve és a Disputatio cum Macedonianis. Fivére, Polükhroniosz (?–~430) apameai püspök is írt Bibliamagyarázatokat, melyekből töredékek ismeretesek. Nesztoriosz (386?–451) konstantinápolyi püspök leveleiből és prédikációiból töredékek maradtak fenn, Proklosz (~390–446) ugyancsak konstantinápolyi püspöktől 27 szentbeszédet ismerünk.
Szerzetesek Jeruzsálemi Hészükhiosz (?–433?) nagy mennyiségű kommentárt írt a Szentírás könyveihez, melyből mintegy 27 maradt fenn. Ankürai Szent Nilus (?–~430) aszketikus értekezéseket és leveleket, Remete Szent Márk (?–~430) 2 dogmatikai traktátust és 7 aszketikus érkezést, Photikéi Szent Diadokhosz (?–474) aszketikus–misztikus munkát írt Capitacentum de perfectione spirituali címmel. Palladiosz (364?–431?) Aranyszájú Szent János életrajza mellett a Lauszosz számára készült történetében Egyiptom, Szíria és Palesztina remetéit és szerzeteseit mutatja be.
Történetírók Elveszett Kaiszareai Gelásziosz (?–395) és Szidei Philipposz (műk. ~430), Jeruzsálemi Hészükhiosz (műk. 450<), Jóannész Diakrinomenosz (műk. ~500) Egyháztörténete, Konstantinápolyi Philosztorgioszé (műk. ~420–430) csak Phótiosz 9. századi konstantinápolyi pátriárka kivonatából ismert. Az előzőekkel szemben fennmaradt Szókratész Szkholasztikosz (~380–~440), Szozomenosz (~400–~450), Küzikoszi Gelásziosz (műk. ~470), és Theodorétosz (393–458) egy-egy Egyháztörténete. Utóbbi komoly irodalmi tevékenységet fejtett ki (történeti munkák: Szerzetesek története, Eretnekek története; dogmatikus munkák: A koldus vagy a sokalakú, Exposotio rectae fidei, Qaestiones et responsiones ad orthodoxos; apologetikus munka: A hellén betegségeknek gyógyítása; kommentárok: Zsoltárokhoz, Énekek énekéhez, az összes Prófétákhoz, a páli levelekhez; néhány prédikációja és 209 görög, ill. 27 latin levele is ismert).
Pszeudo-Dionüsziosz Valószínűleg az 5. században működött az Újszövetségben említett Areopagoszi Szent Dénes nevét használó ismeretlen egyházi író, akit az irodalomtörténet Pszeudo-Dionüsziosz néven emleget. 10 levele mellett 4 nagyobb értekezést ismerünk tőle (Az isteni nevekről, Misztika teológia, A mennyei hierarchiáról és az Egyházi hierachiáról), melyek misztikával átszőtt tartalmuk miatt nagy tekintély biztosítottak a szerzőnek a középkorban.
Apophthegmata Patrum A feltehetően 5. századi Apophthegmata Patrum (Az Atyák mondásai) az egyiptomi szerzetesek életéből közöl történeteket és mondásokat. Latin nyelvű párja az Vitae patrum (Atyák élete) szerzeteséletrajzai. Az 5. századra tehető az ismeretlen író által készített Szent Alexiosz legenda, amely igen elterjedt volt később a középkorban.
| Ha az ókeresztény irodalmat az ókori görög és ókori latin irodalom utolsó korszakának egyik (a hagyományos pogány görög és latin irodalom mellett létező) ágának tekintjük, akkor annak vége az 5. században határozható meg. Ugyanakkor ezt követően is működött néhány egyházi író (például keleten Hitvalló Szent Maximosz [~580–662], Damaszkuszi Szent János [~675–754?], nyugaton Nagy Szent Gergely [~540–604], Sevillai Szent Izidor [556–636]), akiket a hagyomány egyházatyáknak, vagy legalábbis szent atyáknak ismer el, de – tekintettel a hagyományos történelmi korszakolásra – az ő irodalmi munkásságuk ismertetését már az ókori görög irodalomból kifejlődő bizánci irodalom, illetve az ókori latin irodalomból kifejlődő középkori latin irodalom szócikkben találja az olvasó. Megjegyzendő, hogy Boethiust (~480–524) és Cassiodorust (487–583) az ókori latin irodalom utolsó nagy alakjaiként szokták számontartani az irodalomtörténetek, e szócikk azonban – következetességből – a középkori írók közé sorozza őket. |

## Ókeresztény latin irodalom
Tudomásunk szerint az ókeresztény görög irodalmi emlékeknél később jelentek meg a hasonló latin művek. Ennek oka részben az lehetett, hogy az ókeresztény egyház nyelve körülbelül 200–250-ig a görög volt.

#### III. század
Minucius Felix, Tertullianus A legkorábbi írás valószínűleg Minucius Felix (III. század) Octavius című vitairata. A karthágói Tertullianus (~160–~225) az első ókeresztény egyházi író, akinek sok műve maradt fenn napjainkra (pl. apoligetikus könyvek: Ad nationes, Apologeticum, De testimonio animae, Adversus Judaeos; dogmatikus vitairatok: De praescriptione haereticorum, Adversus Marcionem, Adversus Hermogenem, Scorpiae, De baptismo; aszketikus munkák: Ad martyres, De spectaculis, De oratione, Ad uxorem, De exhortatione castitatis, De monogamia stb.)
Pápai levelek A századból ismét vannak – immár latin nyelvű – pápai levelek; Szent Cornelius (?–253) 7, I. Lucius (?–254), I. István (?–257), II. Sixtus (?–258) több levelet hagyott hátra. Dionysiusnak (?–268) és I. Felixnek (?–274) egy-egy levele ismert. Novatianus (?–258) a keresztényüldözések kapcsán fejtette ki szigorú nézeteit a hitüket megtagadókkal szemben, illetve a zsidó és a pogány vallásról értekezett (De cibis iudaicis, De spectaculis, De bono pudicitiae).
Ciprianus, Victorinus, Lactantius Szent Ciprianus (~210–258) karthágói püspök több értekezése (pl. Ad Donatum, De lapsis, De ecclesiae unitate, De mortalitate) mellett 65 levelével szerzett irodalmi hírnevet magának. Pettaui Victorinus (?–304) kommentárokat írt a bibliai könyvekhez, a „keresztény Cicero”-nak nevezett Lactantius (~250–~325) szónok és teológus Diviniae institutionesében foglalta össze a kereszténység tanításait. Több más munkája (De opificio Dei, De ira Dei, De mortibus persecutorum) is ismeretes.

#### IV. század
Püspökök Szent Hosius (257?–359) córdobai püspök több kánont és egy levelet írt elveszett De laude virginitatisa és De interpretatione vestium sacerdotaliuma mellett. Vercelli-i Szent Euszebiosz (283–371) püspök 3 levelet, Szent Lucifer (?–370) caralisi püspök 5 egyházi vitairatot szerkesztett. Phoebadius (?–392<) ageni püspöktől a Liber contra Arianos és a De fide orthodoxa című iratot bírjuk. Veronai Zénó (?–372) 93 szentbeszédet, Bresciai Filiastrius (?–~397) a Liber de haerisibust, Bresciai Gaudentius (?–406) 21 prédikációt, Barcelonai Pacianus (?–<392) 3 levelet, Milevei Optatus (?–397) a Contra Parmenianum Donatistam című munkát szerezte.
Pápai levelek A 4. század pápáitól ugyancsak több írás maradt ránk. I. Gyulától (?–352) 2 görög írás, Libériusztól (?–366) 13 levél, I. Damasustól (306–384) 10 levél és zsinati irat, illetve 30 epigramma, Sziriciusztól (334–399) 7 levél maradt fenn, I. Anasztáztól (?–401) 3 levelet ismerünk.
Maternus, Hilarius, Rufinus Firmicus Maternus (~300–~350) 8 könyvet írt a csillagjóslásról, illetve egy másik művet A pogány vallások tévelygéséről címmel. Poitiers-i Szent Hilárnak (~315–367) ennél jóval több munkája ismert: kommentárt írt a Zsoltárok könyvéhez és Máté-evangéliumához, értekezett a Szentháromságról, történeti vitairatot szerkesztett Opus historicum adversus Valentem et Ursacium címmel. Támadta az arianizmust Contra Arianos vel Auxentium Mediolanensem, illetve legalább 2 himnuszt szerzett. Elsősorban fordítóként nevezetes Tyrannius Rufinus (~345–410): Órigenész, Pszeudo-Kelemen, Kaiszareai Euszebiosz és Palladiosz latin nyelvre ültetése mellett 4 saját munkát is írt (Apologia ad Anastasium Romane urbis episcopum, Apologia in Hieronymum, Commentarius in symbolum Apostolorum, De benedictionibus patriarcharum).

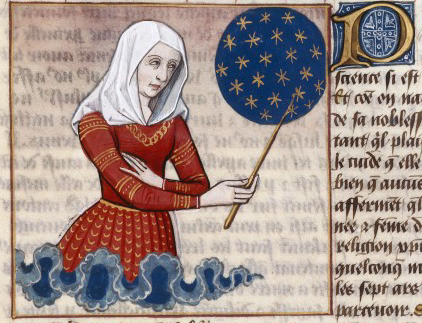
Faltonia Proba a világ történetét tanítja a teremtéstől kezdve Cento Vergilianus de laudibus Christi című művével (miniatúra Giovanni Boccaccio De mulieribus clarisának egy 15. századi kéziratából)

Szent Ambrus Egyike a nagy nyugati egyházatyáknak Milánó püspöke, Szent Ambrus (339–397). Sok Bibliamagyarázatot (pl. Hexaëmeron, De Paradiso, De Cain et Abel, De Noe, De patriarchis), dogmatikus művet (De fide ad Gratianum, De spiritu Sancto, De mysteriis, De paenitentia), több prédikációt, 91 levelet, himnuszokat és hozzájuk dallamokat írt. Ezen kívül egyéb írásokat tévesen neki tulajdonítanak, ezek egyike szerzőjeként a bizonytalan kilétű Ambrosiastert, azaz Pszeudo-Ambrust nevezik meg. A Szent Ambrusnak tulajdonított Te Deum himnuszt valószínűleg Remesianai Szent Niketasz (~335–414) püspök szerzette (egyéb munkái: 6 libelli instructionis, Ad lapsam virginem és 2 beszéd).
Szent Jeromos Óriási irodalmi munkásságot fejtett ki Szent Jeromos (347–420), a másik nyugati egyházatya. Fő műve a Biblia latin fordítása, a Vulgata, de fordította Órigenészt, Kaiszareai Euszebioszt, Vak Didümoszt is. Több kommentárt írt az Ó- és Újszövetség könyveihez, ugyanakkor kiadott apologetikus iratokat (Altercatio Luciferiani et orthodoxi, Contra Joannem Hierosolymitanum). Történeti munkának tekinthető Euszebiosz krónikájának folytatása saját koráig, illetve a nevezetes egyházi személyek rövid életrajzának gyűjteménye (De viris illustribus). Van 3 szerzeteséletrajza (Remete Szent Pál, Szent Malkhosz, Gázai Szent Hilárión), 95 prédikációja és 117 hiteles levele.
Szent Ágoston Jeromos kortársa, Szent Ágoston (354–430), Hippó püspöke tekinthető – Aquinói Szent Tamás mellett – napjainkig hatóan a legbefolyásosabb nyugati keresztény teológusnak. Személyes megtérését feldolgozó Vallomásai mellett filozófiai–teológiai munkák egész sorát hagyta az utókorra. Contra Academicosa a szkepticizmust támadja, De ordineja a rossz eredetéről, De beata vitaja az Istenben megtalált igaz boldogságról, De quantitate animaeja a lélek anyagtalan voltáról, De magistroja a tanításról szól. A De civitate Dei a kereszténység monumentális apológiája 22 könyvben, Adversus Iudaeosa a zsidókkal szembeni apológia; a De Trinitate a Szentháromsággal kapcsolatos nézeteit tartalmazza. Általános exegetikai kérdéseket feszeget a De diversis quaestionibus ad Simplicianum, a De doctrina christiana, a De octo Dulcitii quaestionibus és a De fide operibus. Külön magyarázatokat készített ószövetségi és újszövetségi könyvekhez (Locutiones in Heptatechum, De Genesi ad litteramimperfectus liber, De consensu evangelistarum, Epistolae ad Romanos inchoata expositio, Epistolae ad Galatas expositio). Több művében az eretnekségek tanításait cáfolta: így általánosan 88 eretnekséget (De haeresibus), a manicheizmus (De moribus ecclesiae catholice et de moribus Manichaeorum), a donatizmus (De baptismo contra Donatistas), a pelagianizmus (De spiritu et littera), az arianizmus (Contra sermionem Arianorum) tételeit dönti meg. Erkölcstani könyvei is léteznek: a De agone christiano az ördög és a bűn elleni harcot, a De mendacio a hazugság mivoltát, a De bono coniugali a házasságot, a De sancta virginitate a szüzességet, a Speculum a Bibliai erkölcstani parancsait írja le. Ágoston igen nagyszámú (legalább 363 hiteles) prédikációját (Sermones cím alatt összegyűjtve) is ismerjük, a levelezésével (270 darab) együtt. Létezik egy Szent Ágoston-regulája, és voltak költői művei is (fennmaradt a De immortalitate animae című).
Keresztény költők Juvencus (műk. ~330) hispániai pap evangélium harmóniát írt Evangelium libri IV címmel 3211 (!) hexameterben. A római Faltonia Proba (~315–366?) asszony a bibliai őstörténetet énekelte meg. Nem ismert a szerzője a De Sodoma (167 hexameter) és a De Jona (105 hexameter) című alkotásoknak.[forrás?] Ausonius (~310–392) több költeménye (Oratio, Mosella, Versus paschales) mellett 25 versbe szedett levelet írt. Prudentius (~348–413) Cathemerinonja az egyes napszakokra és ünnepekre írt énekeskönyv, a Psychomachia (Harc a lélekért) az első latin keresztény allegorikus mű, a Dittocheon (Kettős táplálék) bibliai jeleneteket dolgoz fel. Szent Paulinus (353–431) nolai püspök 35 költeményt és körülbelül 50 levelet, Claudius Claudianus (~370–404?) több keresztény költeményt (Carmen paschale, Laus Christi, Miracula Christi) írt.
Egeria Egeria dél-galliai szerzetesnő 393–394-es közel-keleti utazását írta meg (Zarándoklat a szent helyekre) címmel. A mű sok adatot tartalmaz a korbeli liturgikus szokásokra, a helyi vértanúsírokra és templomokra vonatkozólag.

#### V. század
Pápák I. Ince (?–417) 36, Zószimosz (?–418) körülbelül 16, I. Bonifác (?–422) 15, I. Celesztin (?–432) 25, III. Sixtus (?–440) 7 levelet hagyott az utókorra. I. Leó (?–461) 173 darabos levélgyűjteményén kívül 96 szentbeszédet és egy misekönyvet (Sacramentarium Leonianum) írt. Hilariustól (?–468) 11, Simpliciustól (?–483) 20, III. Félixtől (?–492) 18 levelet ismerünk. I. Geláz (?–496) 60 levelet, 6 teológiai értekezést (pl. Gesta de nomine Acacii, De duabus naturis in Christo) hagyott az utókorra. A neve alatt ismert misekönyv és dekrétumgyűjtemény nem tekinthető hitelesnek. II. Anastasiusnak (?–498) 4 levelét ismerjük.
Kisebb írók Szent Quodvultdeus (?–454) kárthágói püspök Szent Ágoston tanítványa volt, és feltehetően ő írta a mestere neve alatt fennmaradt prédikációk egy részét, ahogy az Aquitániai Szent Prospernek (~390–~455) tulajdonított De promissionibus et praedicationibus Dei című művet is. Prospernek ugyanakkor vannak hiteles iratai: feleségéhez írta a Poema ad uxoremet, szerkesztett több vitairatot (Liber contra collatorem, Pro Augustino responsiones), és 392 idézettel bemutatta Szent Ágoston teológiáját (Liber sententiarum ex operibus s. Augustini delibatarum). Verses írása az 1002 hexamterből álló Carmen de ingratis (A hálátlanokról). Marius Mercator (~390–451<) a pelagianizmus (Commonitorium super nomine Caelestis) és a nesztorianizmus (Comparatio dogmatum Pauli Samosateni et Nestorii) elleni vitairatokat adott ki. Lerini Szent Vince (?–~445) Szent Ágoston kegyelemről való tanítását cáfolta (Commonitorium), Lyoni Eucherius (~380–449) az allegorikus exegézishez nyújtott mintát (Formulae spiritalis intelligentiae) és aszketikus értekezéseket (De laude heremi, De contemptu mundi) írt. Arles-i Szent Hilarius (401?–449) püspöki elődjének életét dolgozta fel Sermo de vita s. Honorati, Evagrius pap (műk. ~430) megírta az utolsó ókeresztény zsidó ellenes apológiát Altercatio Simonis Judaei et Theophili Christiani címmel. Salvianus (~405–~451) massiliai presbiternek 9 levelén kívül De gubernatione Dei című iratát ismerjük, mely Isten és világ kapcsolatát vizsgálja – egyúttal bemutatja a korabeli erkölcsi viszonyokat. Aranyszavú Szent Péter (~400–~450) ravennai püspöktől 176 szentbeszédet, Torinoi Szent Maximosztól (~380–~420) 240 szentbeszédet, Ifjabb Arnobius (műk. ~460) szerzetestől allegorikus zsoltármagyarázatot (Commentarii) és egy monofizita-ellenes apológiát (Conflictus Arnobii cathlolici cum Serapione Aegyptico) ismerünk. Riez-i Faustus (~405–493) püspök a Szentlélekről értekezett (De Spiritu Sancto), de fennmaradt 10 levele, és legalább 35 prédikációja is. Limoges-i Ruricius (~440–~510) 82 levelet hagyományozott, Massiliai Gennadius (?–~496?) pap az eretnekségek ellen írt már elveszett könyveket. Johannes Cassianus (~360–435) a egyiptomi és palesztinai utazásokat tett a helyi szerzetesség megismerése céljából, és később élményeit írásban foglalta össze: a De institutis coenobiorum et de octo principalium vitiorum remediis a kolostorok működéséről és szabályzatáról, a Collationes Patrum az öreg egyiptomi remetékkel folytatott beszélgetéseiről számol be.
Költők Coelus Sedulius (V. sz.) Paschale Carmenje versben, Paschale opusában prózában dolgozta fel a Biblia anyagát. Ismeretes Krisztushoz írt 2 himnusza. Claudius Marius Victor (V. sz.) Alethiaja a Teremtés könyvét írta meg versben. Talán kortársuk lehetett Commodianus, akinek Instructionese 80 apologetikus verset foglal magába. Carmen apologeticuma egyetlen monumentális, de hasonló tartalmú mű 1060 hexameterben. Sidonius Apollinaris (~430–489) Auvergne-i püspök 147 levele mellett több költeményt (Carmina) alkotott. Dracontius (~455–~505) 2327 hexameteres De laudibus Deije Isten dicsőségét, az iránta való szeretetet és bizalmat adja elő költői formában. Périgueux-i Paulinus (műk. ~470) Szent Mártonról írt egy 3622 hexameter terjedelmű eposzt De vita s. Martini címmel.
Történetírók Sulpicius Severus (~363–~425) Világkrónikája a teremtéstől a 400. esztendeig tárgyalja az eseményeket. Ő írta meg Tours-i Szent Márton életrajzát is. A hispaniai Orosius (?–417<) 7 könyvnyi Historiae adversus paganosa történelmi apológiai a pogányok ellen. (Egyéb művei: Commonitorium e errore Priscillianistarum, Liber apologeticus contra Pelagianos). Aquitániai Szent Prosper (~390–455) írt egy saját koráig terjedő világkrónikát, melynek az utolsó 40 éve tartalmaz új adatokat forrásaihoz képest. Hydatius (?–~469) Szent Jeromos krónikáját folytatta, a 428 és 468 közötti évekre önálló forrás.
| Ha az ókeresztény irodalmat az ókori görög és ókori latin irodalom utolsó korszakának egyik (a hagyományos pogány görög és latin irodalom mellett létező) ágának tekintjük, akkor annak vége az 5. században határozható meg. Ugyanakkor ezt követően is működött néhány egyházi író (például keleten Hitvalló Szent Maximosz [~580–662], Damaszkuszi Szent János [~675–754?], nyugaton Nagy Szent Gergely [~540–604], Sevillai Szent Izidor [556–636]), akiket a hagyomány egyházatyáknak, vagy legalábbis szent atyáknak ismer el, de – tekintettel a hagyományos történelmi korszakolásra –, az ő irodalmi munkásságuk ismertetését már az ókori görög irodalomból kifejlődő bizánci irodalom, illetve az ókori latin irodalomból kifejlődő középkori latin irodalom szócikkben találja az olvasó. Megjegyzendő, hogy Boethiust (~480–524) és Cassiodorust (487–583) az ókori latin irodalom utolsó nagy alakjaiként szokták számontartani az irodalomtörténetek, e szócikk azonban – következetességből – a középkori írók közé sorozza őket. |

## Műfajok
Bár az ókeresztény irodalom átvette a klasszikus műfajokat és versformákat, mégis sok újat teremtett:
- Bibliai szövegmagyarázatok
- Prédikációk (szentbeszédek a Biblia egy–egy történetéről)
- Katekézisek (kérdés–felelet formájában vitatja meg a teológia főbb problémáit)
- Mártírakták (bírósági jegyzőkönyvek vértanúk haláláról)
- Vitairatok (eretnekek tanításait cáfoló alkotás)
- Apokrifek (nem kanonizált iratok)
- Regulák (szerzetesi szabályzatok)
- Egyháztörténetek (az egyház kialakulásáról szóló történetek)
- Himnuszok (bibliai zsoltárok alapján)
- Legendák (a szentek életéről szóló történetek)

## Nevezetes ókeresztény írók listája
- Római Szent Kelemen görög (35 k. – 97 k.)
- Antiochiai Szent Ignác görög (35 k. – 107 k.)
- Szent Polikárp görög (69 k. – 155 k.)
- Szent Jusztinusz görög (103 – 166)
- Szent Iréneusz görög (115 k. – 203 k.)
- Alexandriai Szent Kelemen görög (150 k. – 215 k.)
- Julius Africanus görög (160 k. – 240 k.)
- Tertullianus latin (160 k. – 225 k.)
- Római Szent Hippolütosz görög (170 k. – 235)
- Órigenész görög (184 k. – 254
- Alexandriai Szent Dénes görög (190 k. – 264)
- Minucius Felix latin (3. század)
- Karthágói Szent Ciprián latin (210 k. – 258
- Lactantius latin (250 k. – 325 k.)
- Remete Szent Antal görög (251 – 356)
- Kaiszareiai Euszebiosz görög (265 k. – 339)
- Szent Pakhomiosz görög (292 k. – 346)
- Alexandriai Szent Atanáz görög (298 k. – 373)
- Egyiptomi Szent Makariosz görög (300 k. – 390)
- Firmicus Maternus latin (300 k. – 350 u.)
- Vak Didümosz görög (313 k. – 398)
- Szent Epiphaniosz görög (315 k. – 403)
- Poitiers-i Szent Hilár latin (315 k. – 367)
- Nagy Szent Vazul görög (329 – 379)
- Nüsszai Szent Gergely görög (335 k. – 394 u.)
- Nazianzi Szent Gergely görög (329 k. – 389)
- Tarzoszi Diodórosz görög (330 k. – 394)
- Szent Ambrus latin (339 – 397)
- Aranyszájú Szent János görög (344 k. – 407)
- Evagriosz Pontikosz görög (345 – 399)
- Tyrannius Rufinus latin (345 k. – 410)
- Szent Jeromos latin (347 – 420)
- Prudentius latin (348 – 413 k.)
- Nolai Szent Paulinus latin (353 – 431)
- Hippói Szent Ágoston latin (354 – 430)
- Johannes Cassianus latin (360 k. – 435)
- Palladiosz görög (363 k. – 431 k.)
- Szünésziosz görög (373 k. – 414)
- Ankürai Szent Nilus görög (? – 430 k.)
- Alexandriai Szent Cirill görög (376) – 444)
- Szókratész Szkholasztikosz görög (380 k. – 440 k.)
- Lerini Szent Vince latin (? – 445 k.)
- Theodorétosz görög (393 – 458)
- Szozomenosz görög (400 k. – 450 k.)
- Aranyszavú Szent Péter latin (400 k. – 450 k.)
- Pszeudo-Dionüsziosz görög (5. század)
- Sidonius Apollinaris latin (430 k. – 489)
- Dracontius latin (455 k. – 505 k.)

## Magyar nyelvű szövegkiadások
Örvendetes dolognak tekinthető, hogy a XIX. században, és a XX. század első felében megjelent fordításokon kívül – a XX. század második felében bekövetkező marxista ideológiai elmellőzést követően – az utóbbi két évtizedben komoly fordítási munka indult el, így napjainkban már az ókeresztény irodalom jelentős része magyar nyelven is olvasható. Kiemelendő a vaskos Patres című gyűjtemény, amely antológia-szerű válogatást ad az egyházatyák beszédeiből az év minden napjára, valamint a Vanyó László (1942–2003) szerkesztésében megjelent Ókeresztény írók sorozat 20 kötete. A szerkesztő úr elhalálozása után Ókeresztény Örökségünk címmel folytatólagos sorozat indult, mely 2016-ban a 21. kötet kiadásánál tart.

### Általános gyűjtemények
- Imák és elmélkedések gyűjteménye. A szent atyák és jelesebb egyházi írók műveiből, Flavigny grófnő után átdolgozta Gubicza István. Budapest, 1880
- Patres – Olvasmányok az I. évezred keresztény irodalmából, Szent István Társulat, Budapest, 2011, ISBN 9789632772462, 690 p
- Vanyó László: „Legyetek tökéletesek...” – Tanulmányok a keresztény aszkézis történetéhez a szerzetesség kialakulásáig, Szent István Társulat, Budapest, 1991, ISBN 963-360-600-4, 303 p (Az utolsó 85 oldal szöveggyűjtemény több ókeresztény művel)
- „Így imádkozzatok!” Egyházatyák tanításai az imádságról és az Úr imádságáról (ford. Szabó Flóris), Bencés Kiadó, Pannonhalma, 1999, ISBN 963-922-602-5, 335 p
- Akéda – Ábrahám és Izsák története az egyházatyák értelmezésében (szerk. Heidl György), Kairosz Kiadó, 2004, ISBN 9639568449, 150 p
- Az isteni és az emberi természetről I. (Görög egyházatyák), Atlantisz Könyvkiadó, Budapest, 1994, ISBN 963-7978-55-0, 319 p
- Az isteni és az emberi természetről II. (Görög egyházatyák), Atlantisz Könyvkiadó, Budapest, 1994, ISBN 963-7978-57-7, 353 p
- Kis Filokália. A szívbéli imádság könyve. (vál. Mathias Dietz), Filosz Kiadó, Budapest, 2004, ISBN 9632149181, 188 p

### Sorozatok
- Szent István Társulatnál Vanyó László szerkesztésében Ókeresztény írók-sorozat: 
  - (1. Vanyó László: Az ókeresztény egyház és irodalma, Szent István Társulat, Budapest, 1980, ISBN 963-360-108-8, 1079 p)
  - 2. Apokrifek, Szent István Társulat, Budapest, 1980, ISBN 963-360-110-X, 366 p
  - 3. Apostoli atyák, Szent István Társulat, Budapest, 1980, ISBN 963-360-371-4, 382 p
  - 4. Euszebiosz egyháztörténete, Szent István Társulat, Budapest, 1983, ISBN 963-360-184-3, 602 p
  - 5. Az ókeresztény kor egyházfegyelme, Szent István Társulat, Budapest, 1983, ISBN 963-360-185-1, 417 p
  - 6. A kappadókiai atyák, Szent István Társulat, Budapest, 1983, ISBN 963-360-184-3, 969 p
  - 7. Vértanúakták és szenvedéstörténetek, Szent István Társulat, Budapest, 1984, ISBN 963-360-295-5, 460 p
  - 8. A II. századi görög apologéták, Szent István Társulat, Budapest, 1984, ISBN 963-360-303-X, 764 p
  - 9. Szókratész egyháztörténete, Szent István Társulat, Budapest, 1984, ISBN 963-360-287-4, 598 p
  - 10. Augustinus: A szentháromságról, Szent István Társulat, Budapest, 1985, ISBN 963-360-322-6, 527 p
  - 11. Augustinus: Fiatalkori párbeszédek, Szent István Társulat, Budapest, 1986, ISBN 963-360-338-2, 714 p
  - 12. Tertullianus művei, Szent István Társulat, Budapest, 1986, ISBN 963-360-354-4, 1060 p
  - 13. Szent Athanasziosz művei, Szent István Társulat, Budapest, 1991, ISBN 963-360-598-9, 704 p
  - 14. Órigenész az imádságról és a vértanúságról, Szent István Társulat, Budapest, 1997,  helytelen ISBN kód: 963-360-806-0 , 352 p
  - 15. Szent Cyprianus művei, Szent István Társulat, Budapest, 1999, ISBN 963-361-116-4, 436 p
  - 16. Nagy Szent Baszileiosz művei, Szent István Társulat, Budapest, 2001, ISBN 963-361-251-9, 261 p
  - 17. Nazianzoszi Szent Gergely beszédei, Szent István Társulat, Budapest, 2001, ISBN 963-361-302-7, 415 p
  - 18. Nüsszai Szent Gergely művei, Szent István Társulat, Budapest, 2002, ISBN 963-361-352-3, 550 p
  - 19. Jeruzsálemi Szent Kürillosz összes művei, Szent István Társulat, Budapest, 2006, ISBN 978-963-361-856-1, 400 p
  - (20. Vanyó László: Bevezetés az ókeresztény kor dogmatörténetébe, Szent István Társulat, Budapest, 2009, ISBN 978-963-277-136-6, 717 p)
- Jel Kiadó Ókeresztény Örökségünk sorozat (több kiadás):
  - 1. Az egyházatyák beszédei Krisztus-ünnepekre I. – Karácsonyi ünnepkör, Jel Kiadó, Budapest, ISBN 9786155147395, 216 p
  - 2. Az egyházatyák beszédei Krisztus-ünnepekre II. – Húsvéti ünnepkör, Jel Kiadó, Budapest, ISBN 9789639318311, 308 p
  - 3. Az egyházatyák beszédei Mária-ünnepekre, Jel Kiadó, Budapest, ISBN 9789639318335, 302 p
  - 4. Az egyházatyák beszédei az apostolok és vértanúk ünnepeire, Jel Kiadó, Budapest, ISBN 963-8344-48-2, 278 p
  - 5. A III–IV. század szentjei, Jel Kiadó, Budapest, ISBN 963-8344-78-4, 310 p
  - 6. Isten a szeretet – Válogatás Szent Maximosz hitvalló műveiből, Jel Kiadó, Budapest, ISBN 9789639318267, 336 p
  - 7. Kortárs szentek, kortárs szentekről, Jel Kiadó, Budapest, ISBN 9789639318571, 214 P
  - 8. Szent Ambrus: A szentségekről; A misztériumokról, Jel Kiadó, Budapest, ISBN 9639318760, 152 p
  - 9. Szent Ambrus: A kötelességekről; A bűnbánatról, Jel Kiadó, Budapest, ISBN 963-9318-83-3, 377 p
  - 10. Alexandriai Kelemen: Protreptikosz – Buzdítás a görögökhöz, Jel Kiadó, Budapest, ISBN 9639670049, 188 p
  - 11. Szent Ágoston: Beszédek Szent János evangéliumáról I. – I–XXX. beszéd, Jel Kiadó, Budapest, ISBN 9789639670419, 392 p
  - 12. Szent Ágoston: Beszédek Szent János evangéliumáról II. – XXXI–L. beszéd, Jel Kiadó, Budapest, ISBN 9789639670815, 246 p
  - 13. Szent Ágoston: Beszédek Szent János evangéliumáról III. – LI–CXXIV. beszéd, Jel Kiadó, Budapest, ISBN 9789639670990, 400 p
  - 14. Egeria útinaplója, Jel Kiadó, Budapest, ISBN 9789639670655, 156 p
  - 15. A szent öregek könyve – A szerzetes atyák mondásainak ábécé-sorrendes gyűjteménye, Jel Kiadó, Budapest, ISBN 9789639670747, 408 p
  - 16. Lerinumi Szent Vince: Az igaz hit védelmében; Kivonatok Szent Ágoston műveiből, Jel Kiadó, Budapest, ISBN 9786155147111, 248 p
  - 17. Vak Didümosz: A Szentlélekről, Jel Kiadó, Budapest, ISBN 9786155147173, 240 p
  - 18. Alexandriai Kelemen: Paidagógosz – A Nevelő, Jel Kiadó, Budapest, ISBN 9789630865425, 336 p
  - 19. Szent Cyprianus levelezése, Jel Kiadó, Budapest, ISBN 9786155147524, 496 p
  - 20. Gázai Szent Dorotheosz szerzetesi tanításai, Jel Kiadó, Budapest, ISBN 9786155147548, 272 p
  - 21. Palladiosz: Historia Lausiaca, Jel Kiadó, Budapest
- Keresztény remekírók sorozat (Budapest, 1940-es évek): 
  - 1. Az apostoli atyák. (ford. Kühár Flóris)
  - 2. A vértanúság emlékei. (ford. Radó Polikárp)
  - 3. Szent Ágoston: A keresztény tanításról.
  - 4. A papi méltóságról. Aranyszájú Szent János: A papságról. + Szent Ambrus: Az egyházfiak kötelességei. Szemelvények.
  - 5. Nagy Szent Gergely: A lelkipásztorság törvénykönyve
  - 6. Az első szerzetesek és remeték életéből. 1. A Keleti szerzetesek (ford. Szúnyogh X. Ferenc.)
  - 7. Az első remeték és szerzetesek világából. 2. Az első szerzetesek (ford. Szúnyogh X. Ferenc.)
  - 8. A szüzességről. Olymposi Szent Methodios, Szent Ambrus, Szent Jeromos, Szent Ágoston műveiből. (ford. Rajeczky Benjámin)
  - 9. Az ősegyház szentségi élete. Tertullian(us): De baptismo + Jeruzsálemi Szent Cirill: Catecheses mystagogicae + Szent Ambrus: De mysteriis és De sacramentis. (ford. Kühár Flóris)
  - 10. Az egyházatyák szentbeszédeiből. 1. Tematikus szentbeszédek a görög egyházatyákból. (szerk. Radó Polikárp)
  - 11. Az egyházatyák szentbeszédeiből. 2. Aranyszájú Szent János homiliái a róm. levélhez. (szerk. Radó Polikárp)
  - 12. Az egyházatyák szentbeszédeiből. 3. Aranyszájú Szent János homiliái a Genezishez. (szerk. Radó Polikárp)
  - 13. Az egyházatyák szentbeszédeiből. 4. A szentatyák beszédei a karácsonyi és húsvéti ünnepkör vasárnapjaira. (szerk. Radó Polikárp)
  - 14. Az egyházatyák szentbeszédeiből. 5. A szentatyák beszédei a pünkösd utáni vasárnapokra. (szerk. Radó Polikárp)
  - 15. Az egyházatyák szentbeszédeiből. 6. Az egyházatyák beszédei az egyházi év ünnepeire. (szerk. Radó Polikárp)
  - 16. Szúnyogh X. Ferenc: Az ősegyház imádságos élete.
- L'Harmattan Kiadó ΕΥΛΟΓΙΑ – Eulogia sorozatból:
  - Xeravits Géza – Nacsinák Gergely András (szerk.): Oszlop a hegyen – Stylita Szent Simeon élete, L'Harmattan Kiadó, Budapest, 2009, ISBN 978 963 236 221 2, 100 p.
  - Xeravits Géza (szerk.) A próféták élete. Zsidó szentéletrajzok az ókorból, L'Harmattan Kiadó, Budapest, 2010, ISBN 978-963-236-321-9, 122 p
- L'Harmattan Kiadó Lectio Divina sorozatból:
  - Baán Izsák (szerk.): Evagriosz Pontikosz a gondolatokról, L'Harmattan Kiadó, Budapest, ISBN 963 9683 54 X, 152 p
  - Euagrios Pontikos: Euologioshoz, L'Harmattan Kiadó, Budapest, ISBN 978-963-236-430-8, 82 p
  - Heidl György: A Jelenlét vonzásában. Szent Ambrus Izsákról és a lélekről. Bevezető, fordítás és kommentár, L'Harmattan Kiadó, Budapest, ISBN 978-963-236-612-8, 140 p

### Sorozaton kívüli művek

#### Görög írók
- Órigenész: A princípiumokról I–II., Paulus Hungarus – Kairosz Kiadó, Budapest, 2003, ISBN 963-948-443-1, 431 p
- Órigenész: Kelszosz ellen, Kairosz Kiadó, Budapest, 2008, ISBN 9789636621964, 660 p
- Órigenész: Homíliák a teremtés könyvéhez, Kairosz Kiadó, Budapest, 2010, ISBN 9789636623425, 250 p
- Órigenész: A princípiumokról IV. könyv 1–3. Hermeneutikai Kutatóközpont, 1998.
- Órigenész: Kommentár az Énekek énekéhez, Atlantisz Könyvkiadó Kft., 1993, ISBN 963-7978-36-4, 233 p
- Szent Pakhomiosz és az Angyali Regula, Jel Kiadó, Budapest, 2015, ISBN 9786155147562, 136 p
- Nagy Szent Bazil: Életszabályok I–III., Nyíregyháza, 1991, 1994, 1995 (168 p, 224 p, 184 p)
- Nagy Szent Bazil: Zsoltárkommentárok, Nyíregyháza, 1998 (260 p)
- Aranyszájú Szent János: A Felfoghatatlanról és az Egyszülött dicsőségéről, Osiris Kiadó, Budapest, 2002, ISBN 9633893275, 328 p
- Aranyszájú Szent János: Beszédek a zsidók ellen (Vattamány Gyula) Wesley János Lelkészképző Főiskola ISBN 963-86535-5-8
- Evagriosz Pontikosz: A szerzetes, Bencés Kiadó, Pannonhalma, 2014, ISBN 978-963-314-048-2, 332 p
- Létrás Szent János: Mennyekbe vezető létra (Árkossy Miklós ford. alapján átdolgozott kiadás), Görögkatolikus Szemle füzetek V. szám, Nyíregyháza, 2014, ISSN 1416-793X, 285 p

#### Latin írók
- Minucius Felix: Octavius, Kairosz Kiadó, Budapest, 2001, ISBN 963930297X, 144 p
- Lactantius: Isteni tanítások – Divinae institutiones, Kairosz Kiadó, Budapest, 2012, ISBN 9789636625412, 634 p
- Lactantius: Az isteni gondviselésről (Prométheusz könyvek), Helikon Kiadó, Budapest, 1985, ISBN 963-207-788-1, 210 p
- Firmicus Maternus: Asztrológia; A pogány vallások tévelygéséről (ford.: Bollók János), Helikon Kiadó, Prométheusz Könyvek. Budapest, 1984, ISBN 9632078276, 169 p
- Szent Jeromos: Levelek I–II., Szenzár Kiadó, 2005, ISBN 9789637014031, 1077 p
- Szent Jeromos: >Nehéz az emberi léleknek nem szeretni< (ford. Adamik Tamás), Helikon Könyvkiadó, Budapest, 1991, ISBN 963-208-072-6, 260 p
- Johannes Cassianus: Az egyiptomi szerzetesek tanítása. (Collationes Patrum.) 1-2. kötet. Ford. Simon Árkád. Pannonhalma–Tihany, Magyar Bencés Kongregáció, 1998.
- Johannes Cassianus: A keleti szerzetesek szabályai. (De Institutis coenobiorum.) Ford. Simon Árkád. Pannonhalma–Tihany, Magyar Bencés Kongregáció, 1998.
- Tyrannius Rufinus: Az egyiptomi szerzetesek élete. (ford. Pataki Elvira), Pázmány Péter Katolikus Egyetem Bölcsészettudományi Kar, Piliscsaba, 2004, ISBN 9789639296572, 137 p
- Kecskés Pál: Szent Ágoston breviárium, Szent István Társulat, Budapest, 1960, 480 p
- Szent Ágoston Regulája, Jel Kiadó, Budapest, 2014, ISBN 9786155147425, 132 p
- Szent Ágoston vallomásai, Szent István Társulat, Budapest, 2015, ISBN 9789633615799, 464 p
- Szent Ágoston: Írások a kegyelemről és az eleve elrendelésről (De correptione et gratia, De natura et gratia, De praedestinatione sanctorum), L'Harmattan Kiadó, 2015, ISBN 9789632369563, 268 p
- Szent Ágoston: A keresztény tanításról, Kairosz Kiadó, Budapest, 2012, ISBN 9789639302617, 320 p
- Szent Ágoston: Magyarázatok a hitvalláshoz, Paulus Hungarus – Kairosz Kiadó, Budapest, 2003, ISBN 9639484318, 234 p
- Szent Ágoston: Isten városáról I., Kairosz Kiadó, Budapest, 2005, ISBN 9789637510113, 408 p
- Szent Ágoston: Isten városáról II., Kairosz Kiadó, Budapest, 2005, ISBN 9789637510786, 328 p
- Szent Ágoston: Isten városáról III., Kairosz Kiadó, Budapest, 2006, ISBN 9789637510427, 436 p
- Szent Ágoston: Isten városáról IV., Kairosz Kiadó, Budapest, 2009, ISBN 9789636622855, 560 p
- Szent Ágoston levelei (1*–29*), Attraktor Könyvkiadó Kft., 2013, ISBN 9786155257445, 228 p
- Szent Ágoston: A hit és a hitvallás (De fide et symbolo [A hit és a hitvallás], Deagone Christiano [A keresztyén küzdelem], és Sermo ad catechumenos de symbolo [Beszéd a hitvallásról hitjelölteknek]), Koinónia Kiadó, 1999, ISBN 9789739890359, 136 p
- Szent Ágoston: A boldog életről. A szabad akaratról., Európa Könyvkiadó, Budapest, 1997, ISBN 963-07-6253-6, 251 p
- Hydatius: Chronica (fordította Széll Gábor) INː (szerk.) Székely Melinda – Illés Imre Áronː Késő római szöveggyűjtemény, JATEPress, Szeged, 2005, ISBN 978-963-315-124-2, 2013, 420 p
- Sulpicius Severus: Szent Márton: Élete, Levelek, Dialógusok (több fordítóval), Pannonhalma, Bencés Kiadó, 2016, ISBN 978-963-314-090-1, 207 p.
- Nagy Szent Gergely: Szent Benedek élete, Bencés Kiadó, Pannonhalma, 1993, ISBN 963-7819-14-2, 73 p
- Nagy Szent Gergely: Moralia, Terebint Bt., Budapest, 2000, ISBN 963-004-102-2, 288 p
- Nagy Szent Gergely: A lelkipásztor kézikönyve, Kairosz Kiadó, Budapest, 2004, ISBN 9639568414, 312 p

## Általános összefoglalás
- Ókori lexikon I–II. Szerk. Pecz Vilmos. Budapest: Franklin Társulat. 1902–1904.   Keresztény irodalom

## Bővebb irodalom
- Adamik Tamás: Római irodalom: A kezdetektől a nyugatrómai birodalom bukásáig. Budapest: Pesti Kalligram Kft. 2009.  ISBN 9788081012266
- Albrecht, Michael von: A római irodalom története, II. kötet, Balassi Kiadó, Budapest, 2004, ISBN 963 506 574 4, „Európa keresztény egyházatyái” c. fejezet, 1233–1413. o.
- Alzog János: A patrologia kézikönyve, vagy a régi keresztény irodalom története. A 3. átdolgozott és bővített kiadás nyomán fordította a csanádi növendék papság, Temesvár, 1880–1881, 288 + 472 p
- Károly János: Az őskeresztény irodalom monographiája I–II., Budapest, 1888 (I.) és 1890 (II.)
- Kendeffy Gábor: Az egyházatyák és a szkepticizmus, Szent István Társulat, Budapest, 1999, ISBN 9639210021, 254 p
- Pavic, Juraj – Tensek, Tomislav Zdenko: Patrológia, Agapé Kiadó, Budapest, 1997, ISBN 8646300854, 292 p
- Puskely Mária SSND: Patrisztikus kislexikon, 2012, ISBN 9786155147159, 440 p
- Vanyó László: Bevezetés az ókeresztény kor dogmatörténetébe, Szent István Társulat, Budapest, 2009, ISBN 978-963-277-136-6, 717 p
- Vanyó László: Az ókeresztény egyház és irodalma, Szent István Társulat, Budapest, 1980, ISBN 963-360-108-8, 1079 p
- Vanyó László: Ókeresztény írók lexikona, Szent István Társulat, Budapest, 2004, ISBN 963-361-632-8, 456 p
- XVI. Benedek pápa: Az egyházatyák – Római Szent Kelementől Szent Ágostonig, Szent István Társulat, Budapest, 2009, ISBN 9789632771113, 236 p
- Zubriczky Aladár: Ó-keresztény irodalom- és dogmatörténet, 1906

## Elektronikus források
- Vulgata
- Szent Ágoston vallomásai
- Tertullianus munkái
- Prenicea Teka - Keresztény vagy a kereszténységgel kapcsolatos írások gyűjteménye